# Love Deluxe
Love Deluxe – czwarty studyjny album brytyjskiej grupy muzycznej Sade. Płyta została wydana w Wielkiej Brytanii 11 listopada 1992 przez wytwórnię Epic, natomiast w USA miała swoją premierę 20 października 1992 r.
Za utwór „No Ordinary Love” grupa otrzymała w 1993 r. Nagrodę Grammy w kategorii „Najlepszy utwór R&B z wokalem wykonywany przez duet lub zespół”.

## Lista utworów
| # | Tytuł                      | Muzyka                                                   | Słowa    | Czas |
| - | -------------------------- | -------------------------------------------------------- | -------- | ---- |
| 1 | „No Ordinary Love”         | Sade Adu, Andrew Hale, Stuart Matthewman,                | Sade Adu | 7:20 |
| 2 | „Feel No Pain”             | Sade Adu, Andrew Hale, Stuart Matthewman                 | Sade Adu | 5:08 |
| 3 | „I Couldn’t Love You More” | Sade Adu, Andrew Hale, Stuart Matthewman, Paul S. Denman | Sade Adu | 3:49 |
| 4 | „Like a Tattoo”            | Sade Adu, Andrew Hale, Stuart Matthewman                 | Sade Adu | 3:38 |
| 5 | „Kiss of Life”             | Sade Adu, Andrew Hale, Stuart Matthewman, Paul S. Denman | Sade Adu | 3:50 |
| 6 | „Cherish the Day”          | Sade Adu, Andrew Hale, Stuart Matthewman                 | Sade Adu | 5:34 |
| 7 | „Pearls”                   | Sade Adu, Andrew Hale                                    | Sade Adu | 4:34 |
| 8 | „Bullet Proof Soul”        | Sade Adu, Andrew Hale, Stuart Matthewman                 | Sade Adu | 5:26 |
| 9 | „Mermaid”                  | Andrew Hale, Sade Adu, Stuart Matthewman, Paul S. Denman | Sade Adu | 4:23 |

## Pozycje na listach
| Lista 1992/1993     | Pozycja |
| ------------------- | ------- |
| Lista australijska  | 13      |
| Lista austriacka    | 11      |
| Lista holenderska   | 47      |
| Lista niemiecka     | 14      |
| Lista nowozelandzka | 5       |
| Lista szwedzka      | 7       |
| Lista szwajcarska   | 6       |
| UK Albums Chart     | 10      |
| USA Billboard 200   | 3       |
| USA Top R&B Albums  | 2       |

## Certyfikaty
| Kraj                     | Certyfikacja        |
| ------------------------ | ------------------- |
| Australia (ARIA)         | 1 x platynowa płyta |
| Francja (INFODISC)       | 1 x platynowa płyta |
| Holandia (NVPI)          | złota płyta         |
| Kanada (Music Canada)    | 1 x platynowa płyta |
| Niemcy (BVMI)            | złota płyta         |
| Szwajcaria (Swisscharts) | złota płyta         |
| Szwecja (IFPI)           | złota płyta         |
| USA (RIAA)               | 4 x platynowa płyta |
| Wielka Brytania (BPI)    | złota płyta         |